# Murexia naso
Murexia naso is een buidelmuis uit het geslacht Murexia. De wetenschappelijke naam van de soort werd voor het eerst geldig gepubliceerd door Fredericus Anna Jentink in 1911. De soort werd van 2002 tot 2007 als enige soort in het geslacht Phascomurexia geplaatst, op basis van morfologische kenmerken, maar uit diverse genetische analyses bleek dat de soort in het geslacht Murexia thuishoort.

## Kenmerken
De bovenkant van het lichaam is meestal grijsbruin, de onderkant geelbruin. De voeten zijn bedekt met bruine haren, op de achtervoeten wat meer dan op de voorvoeten. De nauwelijks behaarde staart is aan de bovenkant iets donkerder dan aan de onderkant. Sommige dieren hebben een witte punt aan de staart. De grootste exemplaren komen uit het uiterste westen en oosten van de verspreiding van deze soort. De kop-romplengte bedraagt respectievelijk voor mannetjes en vrouwtjes gemiddeld 281 en 268 mm, de staartlengte 152 en 146 mm, de achtervoetlengte 25,87 en 24,83 mm, de oorlengte 19,21 en 17,65 mm en de schedellengte 30,79 en 29,22 mm.

## Voorkomen
De soort komt voor in de binnenlanden van Nieuw-Guinea, op 1400 tot 2800 m hoogte in verschillende vormen van bos.